# Angraecum coriaceum
Angraecum coriaceum là một loài thực vật có hoa trong họ Lan. Loài này được (Thunb. ex Sw.) Schltr. mô tả khoa học đầu tiên năm 1915.